# Кенасса

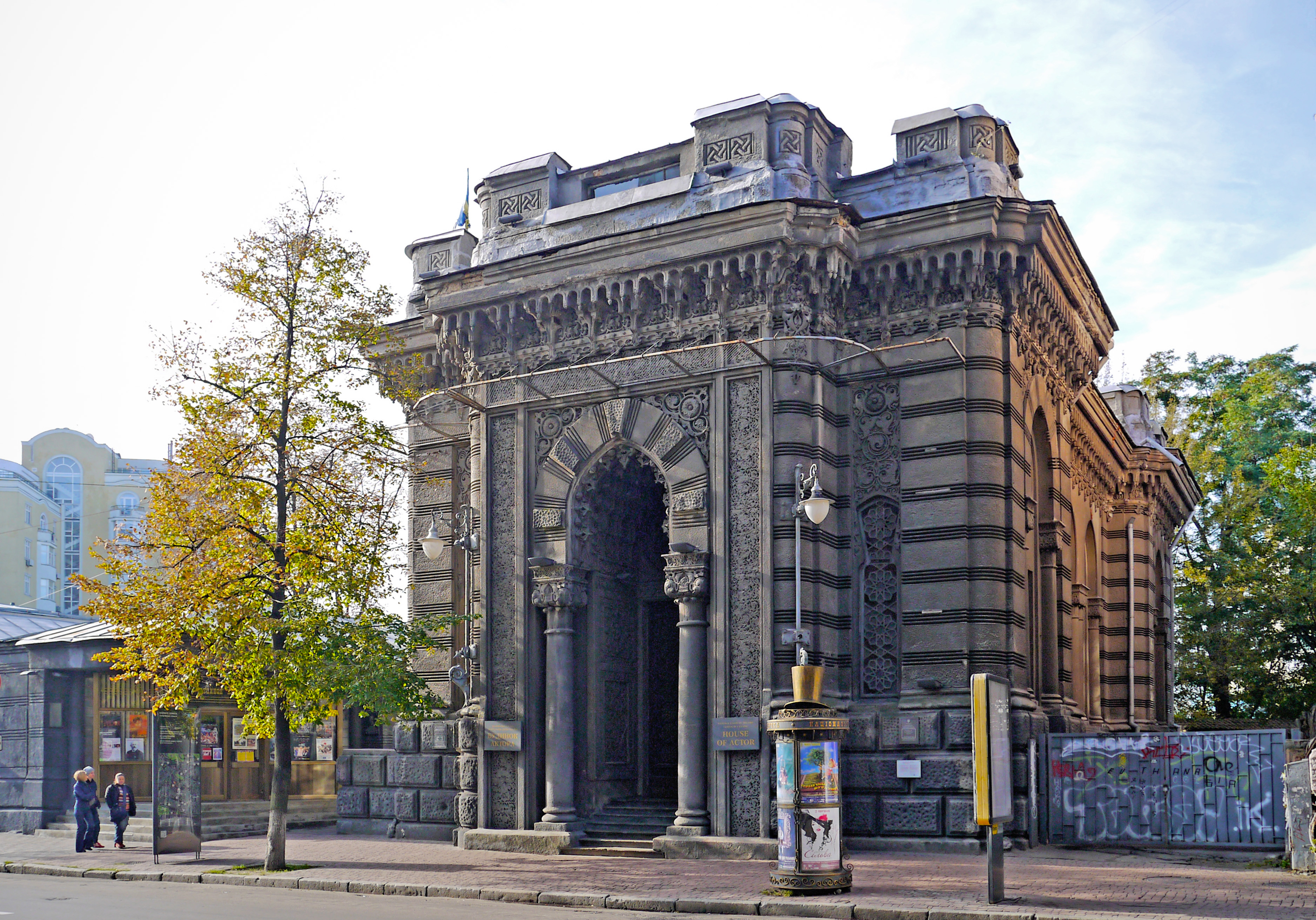
Кенасса в Киеве

Кена́сса (мн. ч. кенассы; также кенаса́, кенесе́, кенеса, кэнэса; караимск. כְּנֵסַה, кэнэса) — молитвенный дом восточноевропейских караимов.

## Этимология термина
Термин «кенасса» происходит от древнееврейского глагола «канос» (כנוס), что подтверждается в книге «Ган-эден» известного караимского богослова XIV в. рабби Агарона Второго Никомодио (1300—1369). Слово Кенасса (הכנסה) используется этим автором и в его книге «Кетер Тора». 
Этим же словом (кенеса́) персидские евреи называют синагогу.
До 1911 года молитвенный дом караимов называли синагогой. В 1892 году трокскими караимами была подана петиция о переименовании караимских «синагог» в «кенасы».
На этот запрос было послано письмо гахама Панпулова от 31.12.1893, как его ответ на просьбу Трокского гахама о переименовании синагог в кенассы. Письмо предназначено министру внутренних дел.
В 1911 году гахам С. М. Панпулов обратился в МВД с ходатайством о переименовании караимских «синагог» в «кенасы». В связи с этим ДДДИИ МВД отправило запрос в адрес и. о. Трокского и Виленского караимского гахама И. Н. Фирковича, который заявил, что слово «кенаса» происходит от корня древнееврейского глагола «канос» (собирать) и что в средневековых караимских летописях кенаса «служила наименованием мест общественного богослужения караимов».
Ныне караимы используют преимущественно термин «кенаса» («кенеса», «кенасса») или "бет гакнесет, (ивр. בית הכנסת‎), буквально — «дом собрания» (обычное название синагоги на иврите).

## Особенности планировки

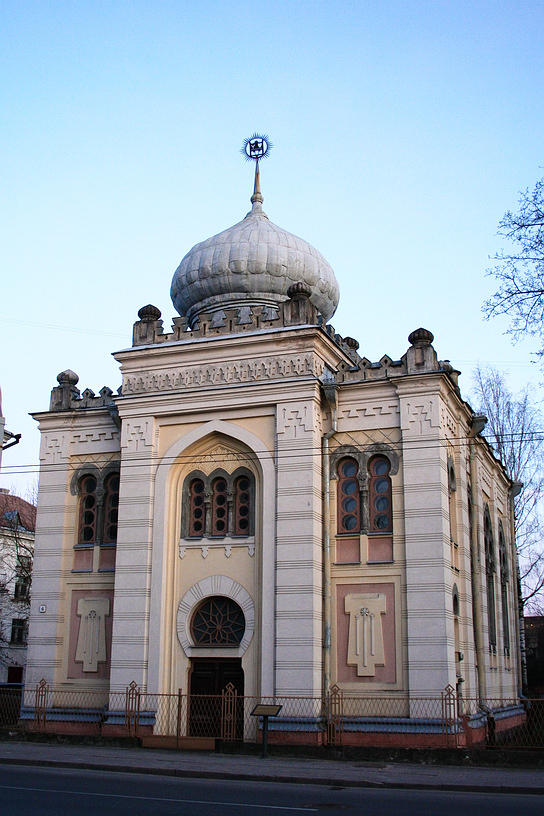
Кенасса в Вильнюсе

По планировке и обстановке кенасы аналогичны раввинистским синагогам. Все караимские кенассы имеют ориентацию алтарной части в сторону Иерусалима (для восточно-европейских кенасс на юг).
Азара (ивр. עזרה‎) — преддверие или коридор (в северной части здания), где собираются старики перед молитвой.
Внутреннее пространство зрительно разделено на три части:
1. мошав-зекеним (ивр. מושב זקנים‎) (то есть сидения для старцев) — часть самой кенассы, где под низким потолком находятся деревянные скамейки, на которых во время молитвы сидят старики и прихожане, находящиеся в трауре; над этим местом возвышается второй ярус для женщин, которые смотрят на совершаемое богослужение сквозь решётчатые окна в виде довольно редких сеток, оставаясь невидимыми для мужчин;
2. шулхан (ивр. שולחן‎) — центральная, самая большая часть здания, предназначенная для мужчин более молодого возраста и мальчиков, где они стоя молятся;
3. гехал (ивр. היכל‎) (алтарь) — возвышенное место (в южной части здания), где газзан (ивр. חזן‎) (священнослужитель) совершает богослужение перед так называемым «арон гаккодеш» (ивр. ארון הקודש‎) (священный ковчег, хранилище свитков Торы).

Ранее весь пол центральной части кенассы был устлан коврами, потому что значительная часть богослужения, по установленным древними караимскими учеными правилам, совершается на коленях. Ныне, однако, центральная часть обставляется скамьями.
В каждой кенассе должно быть два газзана, старший и младший, и по одному шамашу (служке); все эти должности выборные.

## Список кенасс
| Фотография | Страна      | Город       | Состояние                     |
| ---------- | ----------- | ----------- | ----------------------------- |
|            | Украина     | Киев        | Используется не по назначению |
|            | Украина     | Харьков     | Действует                     |
|            | Украина     | Бердянск    | Используется не по назначению |
|            | Украина     | Галич       | Снесена                       |
|            | Украина     | Луцк        | Снесена                       |
|            | Украина     | Днепр       | Снесена                       |
|            | Украина     | Николаев    | Используется не по назначению |
|            | Крым        | Евпатория   | Действует                     |
|            | Крым        | Симферополь | Реставрируется                |
|            | Севастополь | Севастополь | Используется не по назначению |
|            | Крым        | Бахчисарай  | Аварийное                     |
|            | Крым        | Чуфут-Кале  | Реставрируется                |
|            | Крым        | Феодосия    | Разрушена                     |
|            | Литва       | Вильнюс     | Реставрирована                |
|            | Литва       | Тракай      | Действует                     |
|            | Польша      | Вроцлав     | Снесена                       |